# Abbaye Saint-Clément de Metz
L’ancienne abbaye Saint-Clément était un monastère de moines bénédictins installés à Metz du XIe siècle à 1791. Les bâtiments sont adaptés en collège jésuite de 1857 à 1870 et de 1919 à 1970, avec une extension importante, telle la chapelle Notre-Dame-du-Perpétuel-Secours, ornée de vitraux de Laurent-Charles Maréchal. Après le départ des Jésuites (1970) l’abbatiale Saint-Clément et les bâtiments construits au XVIIe siècle (dits 'du Pontiffroy') ont fait office jusqu'en 2015 d’hôtel de région pour le conseil régional de Lorraine. 

## Contexte historique

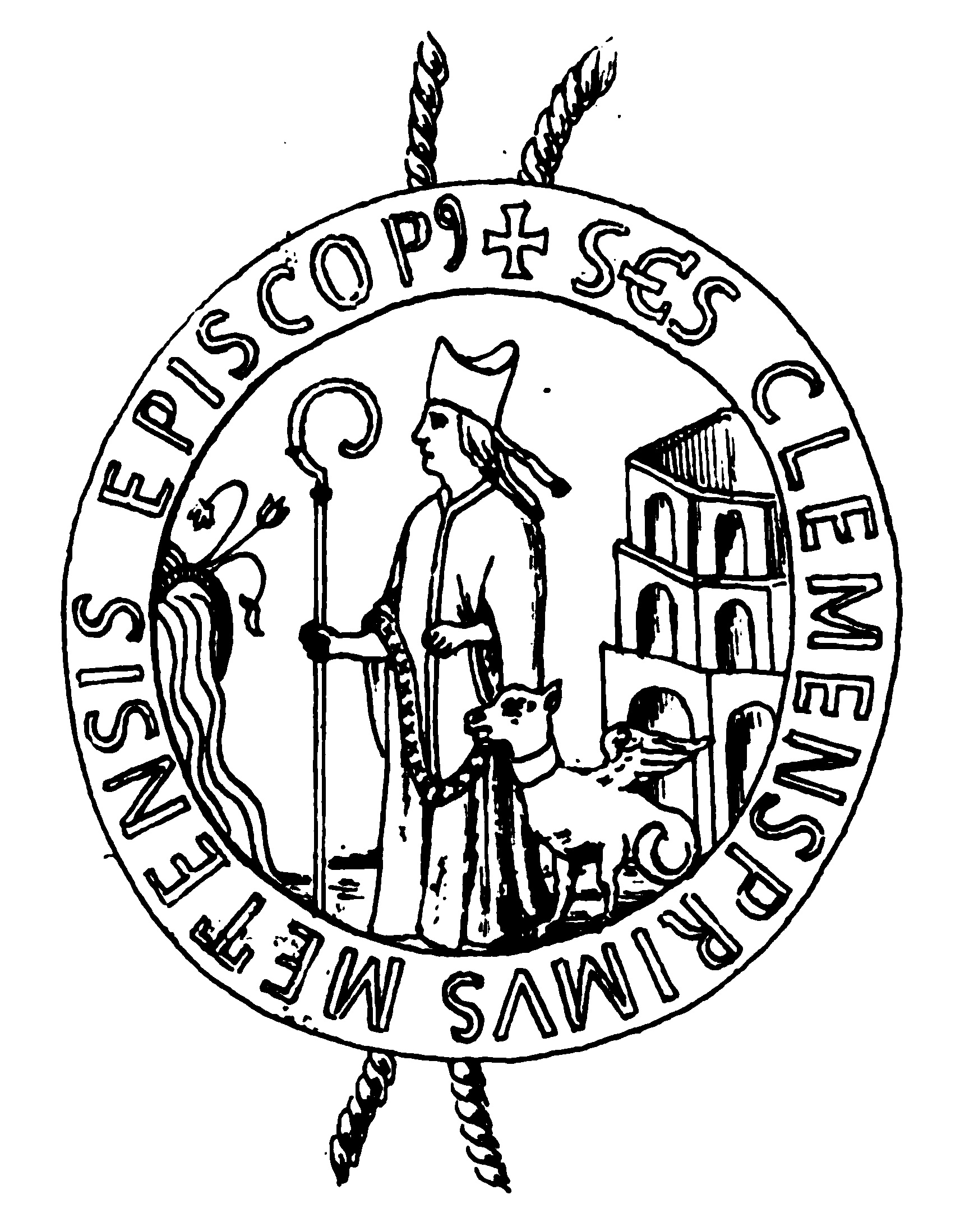
Sceau de l’abbaye Saint-Clément en 1300. L’évêque Clément devant l’amphithéâtre de Metz.

La première mention d'une 'abbaye Saint-Clément' remonte à 1099. La communauté monastique est d'abord implantée au Sablon, sur le site d’un oratoire du VIIe siècle consacré à Félix de Nole qui avait accueilli une première communauté religieuse dispersée par les invasions barbares. L’évêque Adalbéron Ier de Metz reconstruira Saint-Félix qui accueille à partir de 946 des bénédictins venus de l’abbaye de Waulsort (aujourd'hui en Belgique). Elle prendra ensuite le nom de Saint Clément, quelque temps après la translation des reliques du saint en 1090.
En 1194, l’évêque Bertram donne à l’abbaye la paroisse de Saint-Privat incluant Peltre et Magny.
L’ancienne abbaye extra-muros est détruite lors du siège de Metz de 1552. Un édit du roi Charles IX passé à Saint-Germain-en-Laye le 13 août 1561 oblige les habitants d’un quartier de la ville à vendre leurs maisons pour construire l’église. Mais ce projet n’aboutit pas et les bénédictins s’installent dans une ancienne hôtellerie en 1565. Des bâtiments sont construits dès 1565, la première messe est dite dans la foulée en 1567.

## Construction
Une reconstruction de l’abbaye est décidée entre 1662 et 1668 par le premier abbé nommé directement par le roi Louis XIV, François Reynel. Les travaux débutent en 1669, avec le cloître de l'abbaye. L'architecte venu d'Alagna Jean Spinga est engagé en 1683 pour la construction de l'église abbatiale qui durera jusqu'en 1737, qui présentera une étonnante synthèse entre architectures gothique et baroque le gothique étant généralement dédaigné par les constructeurs depuis le XVIe siècle. Après une première interruption dans les travaux de 1687 à 1704 laissant une nef incomplète et les dates de 1684 et 1685 gravées dans la pierre du cloître, un conflit d'intérêts bousculera encore une fois la finalisation de l'église-halle en 1715.

## Collège jésuite et autres aménagements

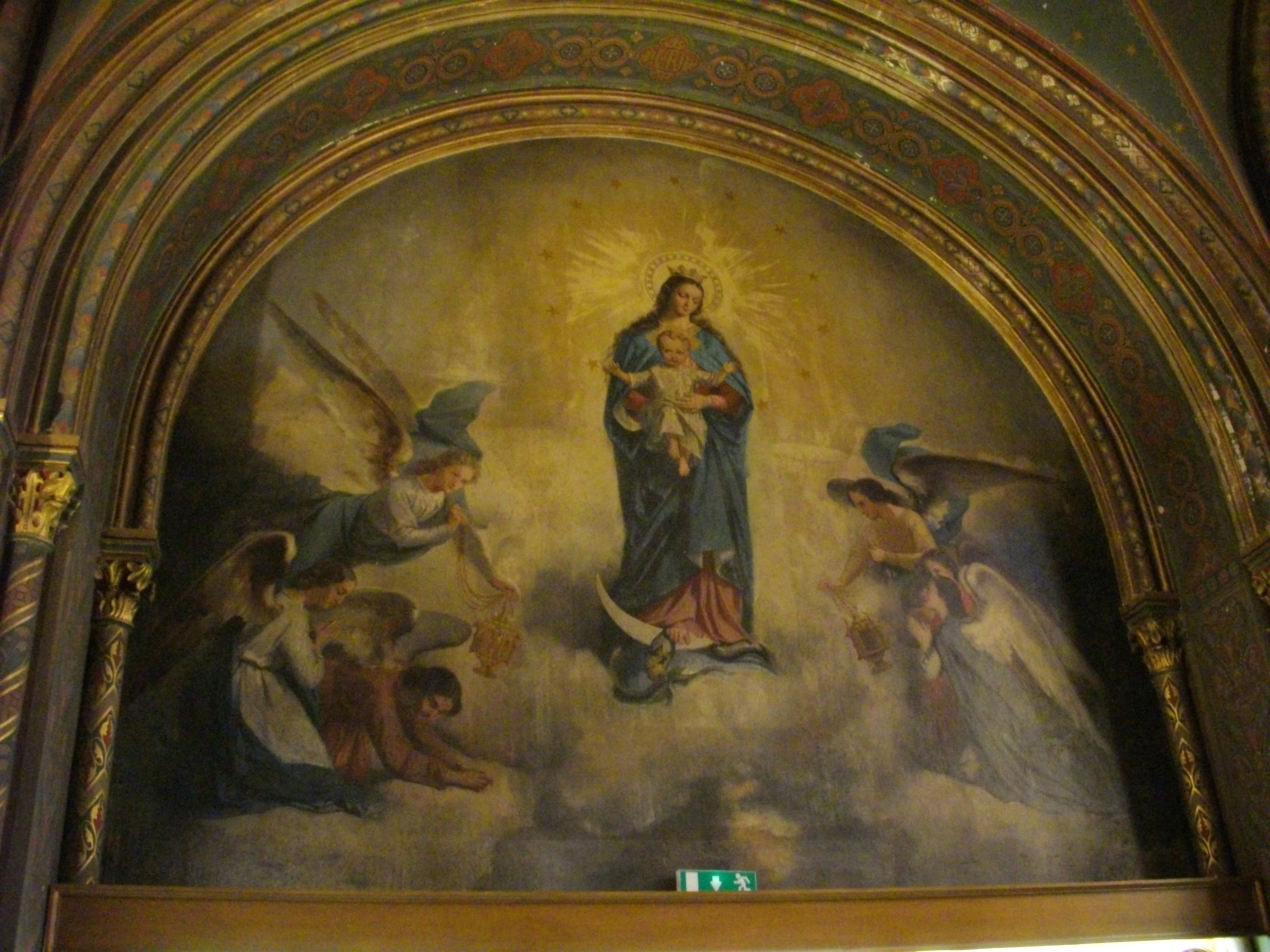
Ancienne chapelle des Jésuites, "Vierge en présentation" de Auguste Hussenot.

Après avoir abrité une communauté bénédictine qui quitte les lieux lors de la Révolution française, l’abbaye est transformée d'abord en site industriel puis militaire en 1785. 
En 1855 un collège tenu par les Jésuites s'y installe. Des batiments supplémentaires sont édifiés dont une chapelle pour la Congrégation mariale. Le collège accueillit entre autres Ferdinand Foch, Maurice Goulon et Bernard-Marie Koltès.
 Malgré deux interruptions, dues aux annexions allemandes de 1870 à 1918 et de 1940 à 1945, L'établissement ferme ses portes en 1970, date à laquelle les Jésuites vendent l’ensemble, pour s'installer à Montigny-lès-Metz.
En parallèle, le projet de réaménagement du Pontiffroy des années 1960-1970, épargne le bâtiment principal du collège et de l'ancienne abbaye, contrairement à la majorité du quartier, totalement reconstruite. Certains bâtiments annexes de l'école, donnant sur la cour des élèves (actuelle place Hocquard), notamment l'hôtel dit "du Coëtlosquet" disparaissent dans la rénovation urbaine. Depuis 1983, l’abbaye restaurée est le siège du conseil régional de Lorraine et sert d’hôtel de Région. La fontaine, place Hocquard, symbolise les quatre départements lorrains : pierre de Jaumont pour la Moselle, pierre d'Euville pour la Meuse, de Norroy pour la Meurthe-et-Moselle, et grès rose pour les Vosges.
L'église (en totalité), les bâtiments conventuels (façades et toitures), l'escalier monumental intérieur et le cloître (incluant sa cour et son puits sont classés au titre des monuments historiques par arrêté du 2 novembre 1972.

## Architecture
Outre l'abbatiale gothique et baroque, l'ensemble actuel comprend la chapelle Notre-Dame-du-Perpétuel-Secours dite 'de la Congrégation', construite à l'époque des Jésuites, entre 1855 et 1857, dans un style néo-baroque et néoroman. Ses quelques vitraux sont réalisés par Laurent-Charles Maréchal, maître-verrier de l'école de Metz.
Le cloître de style classique possède des allures baroques italiennes un puits orné des Quatre Vertus cardinales : la Force, la Prudence, la Tempérance et la Justice. Un escalier monumental du XVIIe siècle se situe également dans l'aile nord-ouest du bâtiment le plus ancien.

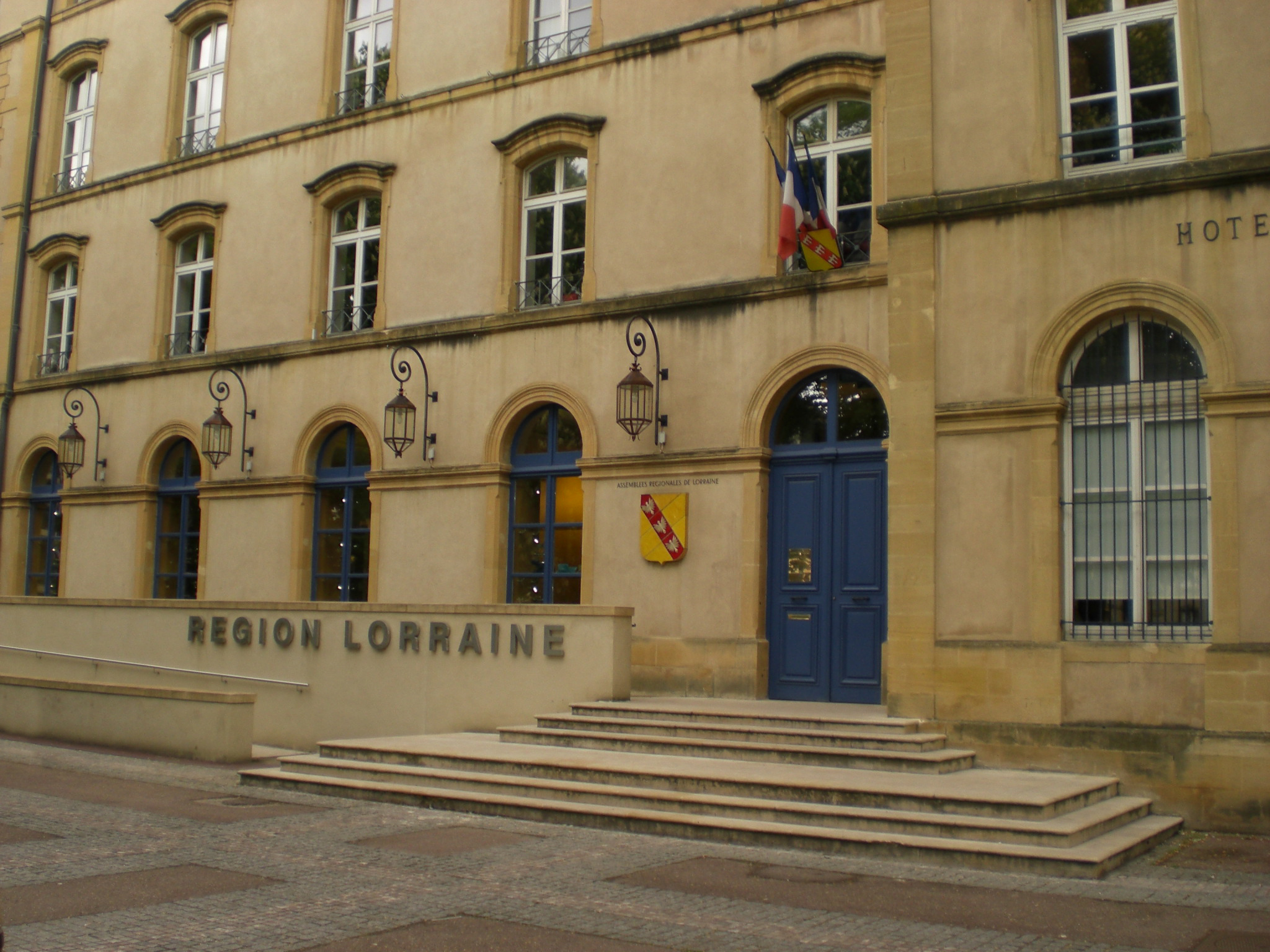
Entrée de l'hôtel de région sur la place Gabriel Hocquard
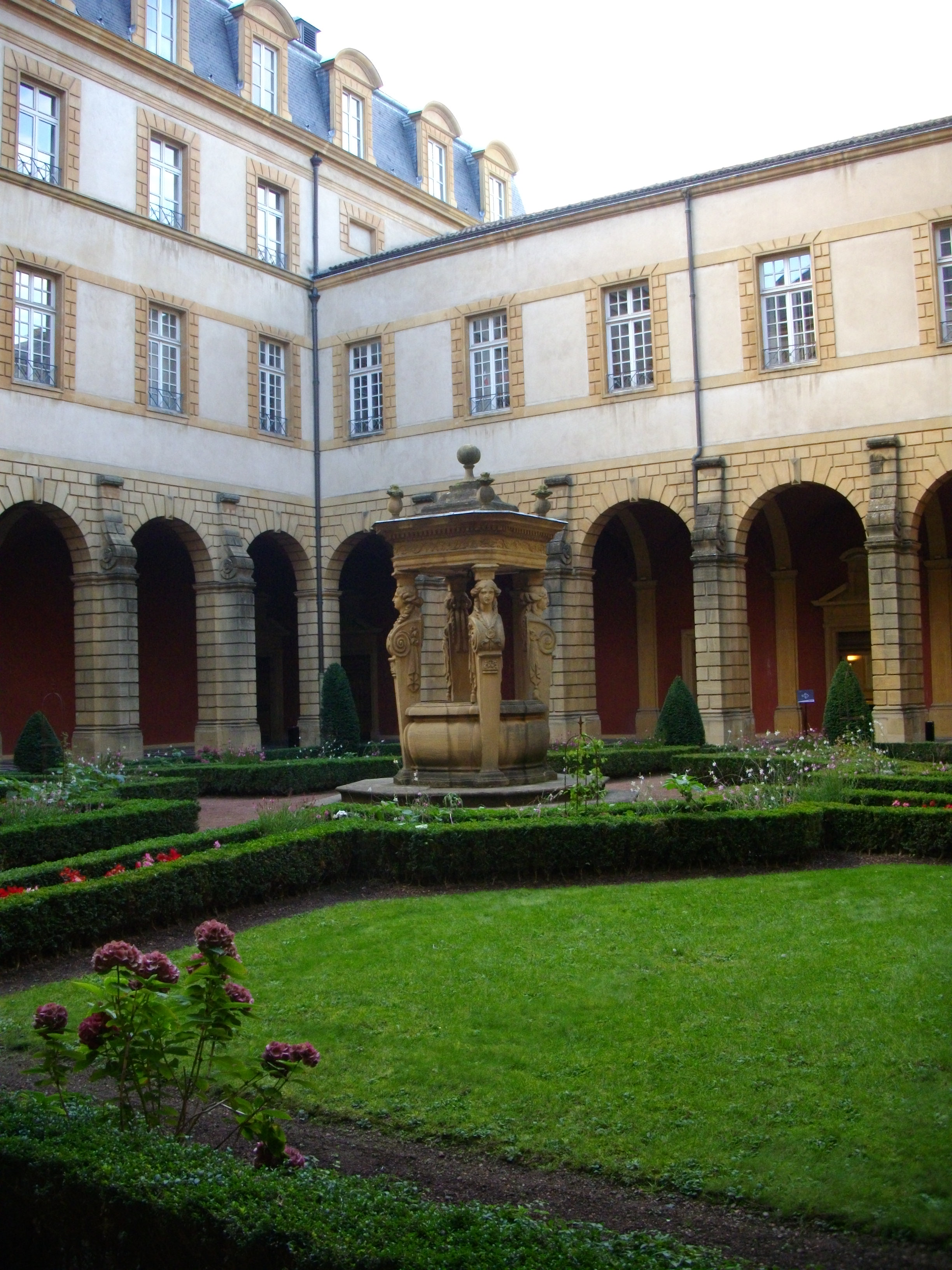
Cloître de l’ancienne abbaye Saint-Clément de Metz.
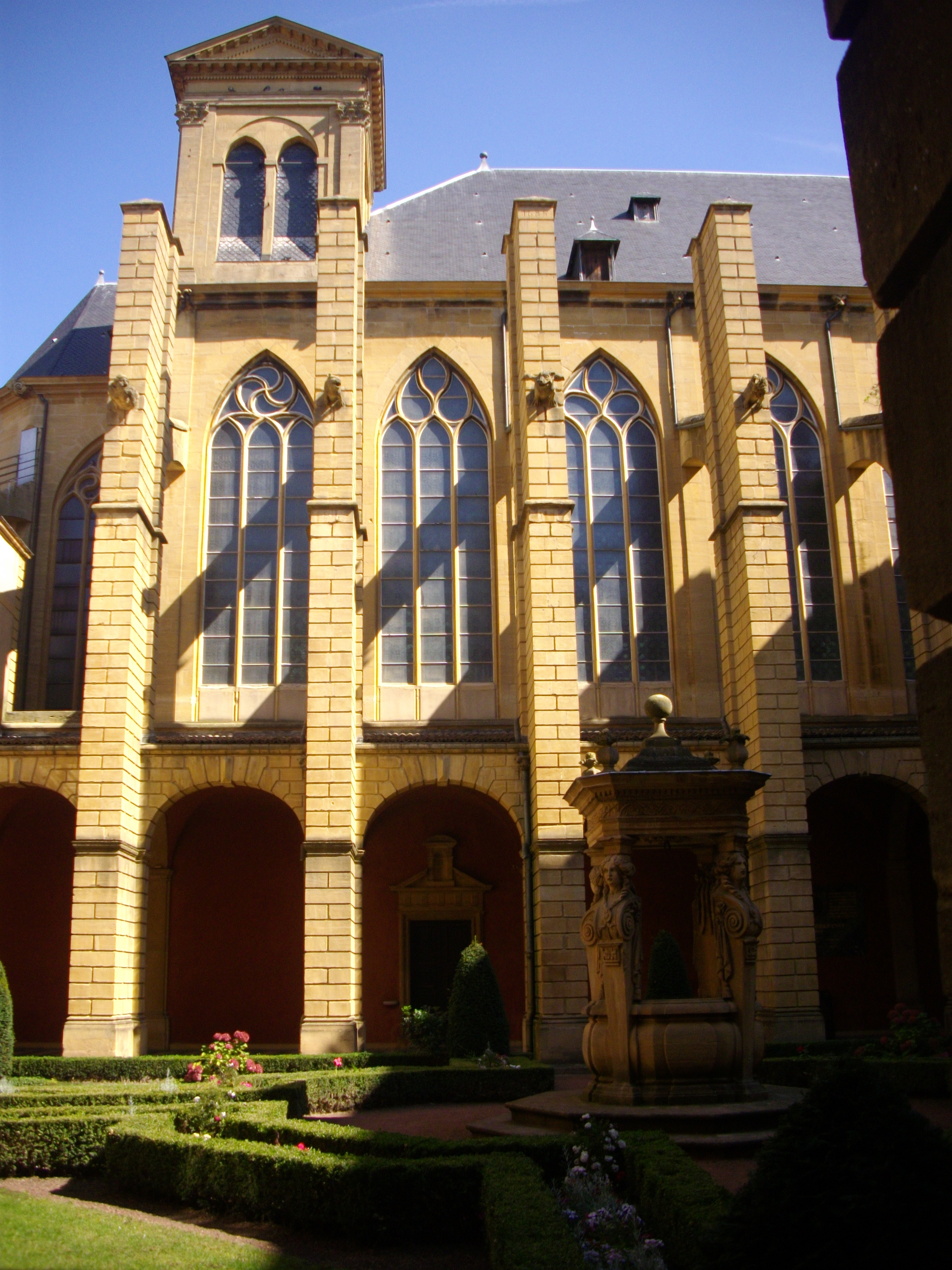
Contreforts de l'église, vus du cloître.
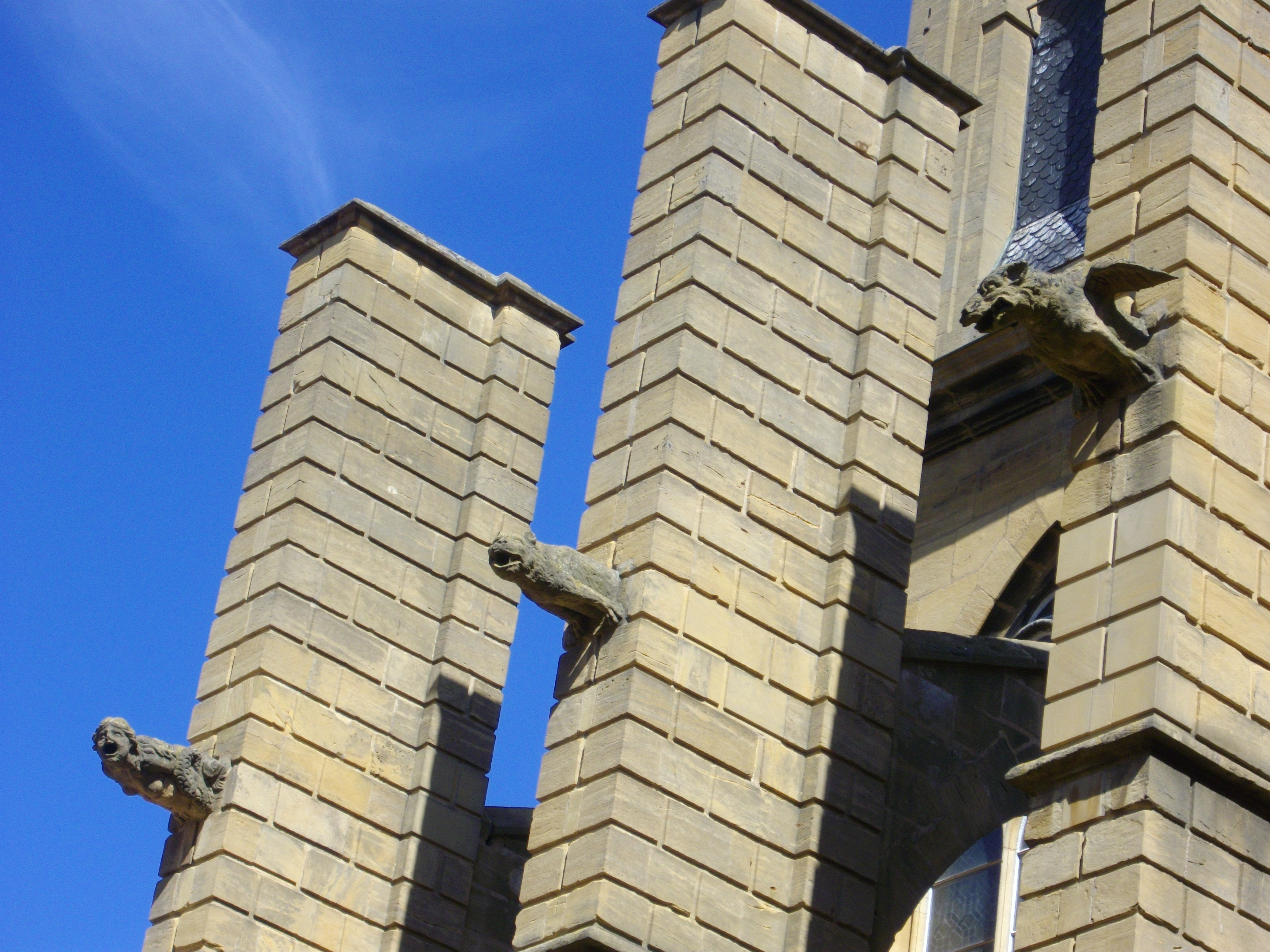
Gargouilles des contreforts de l'église, vues du cloître de l'abbaye.
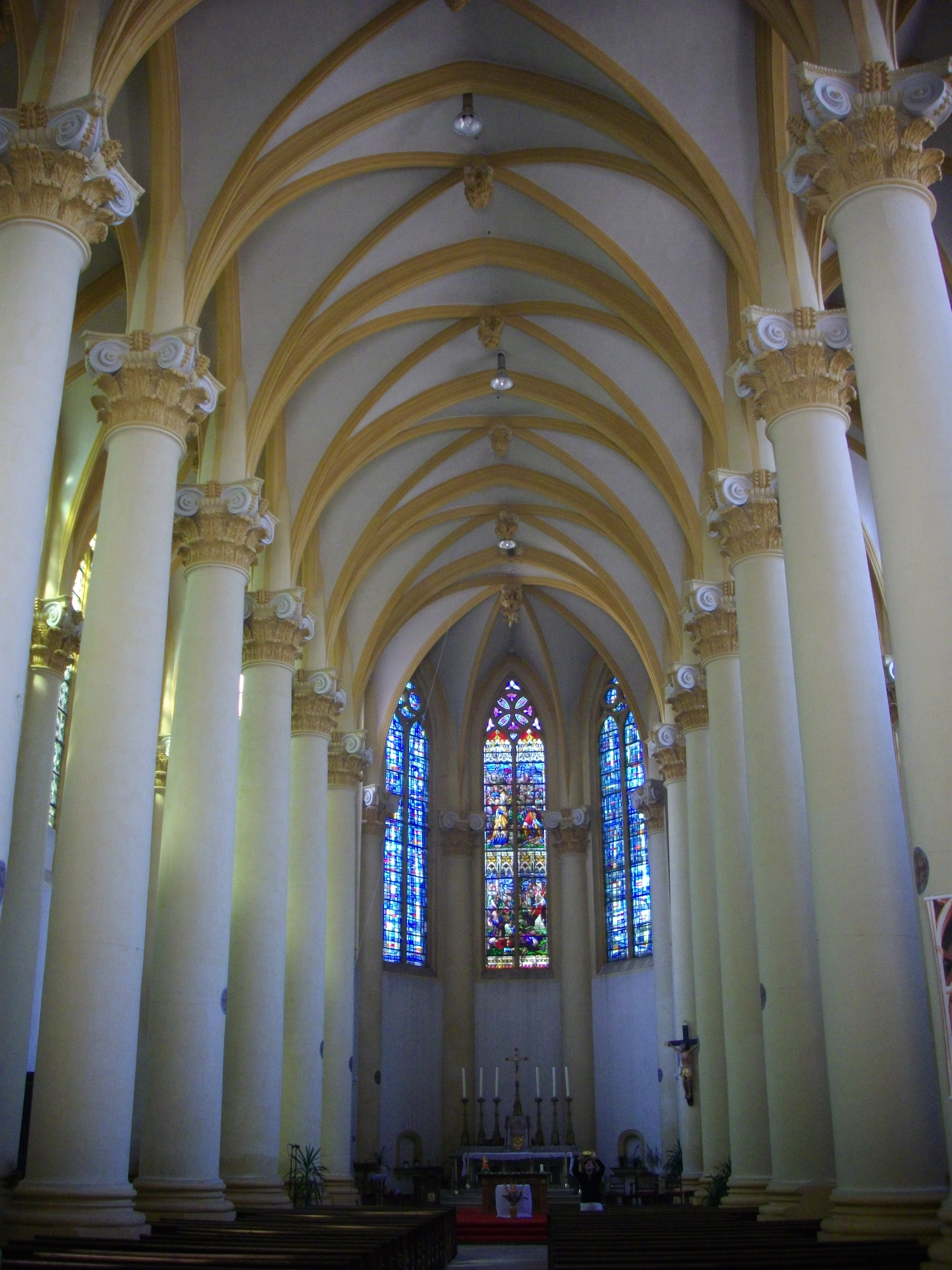
Nef de l'abbatiale
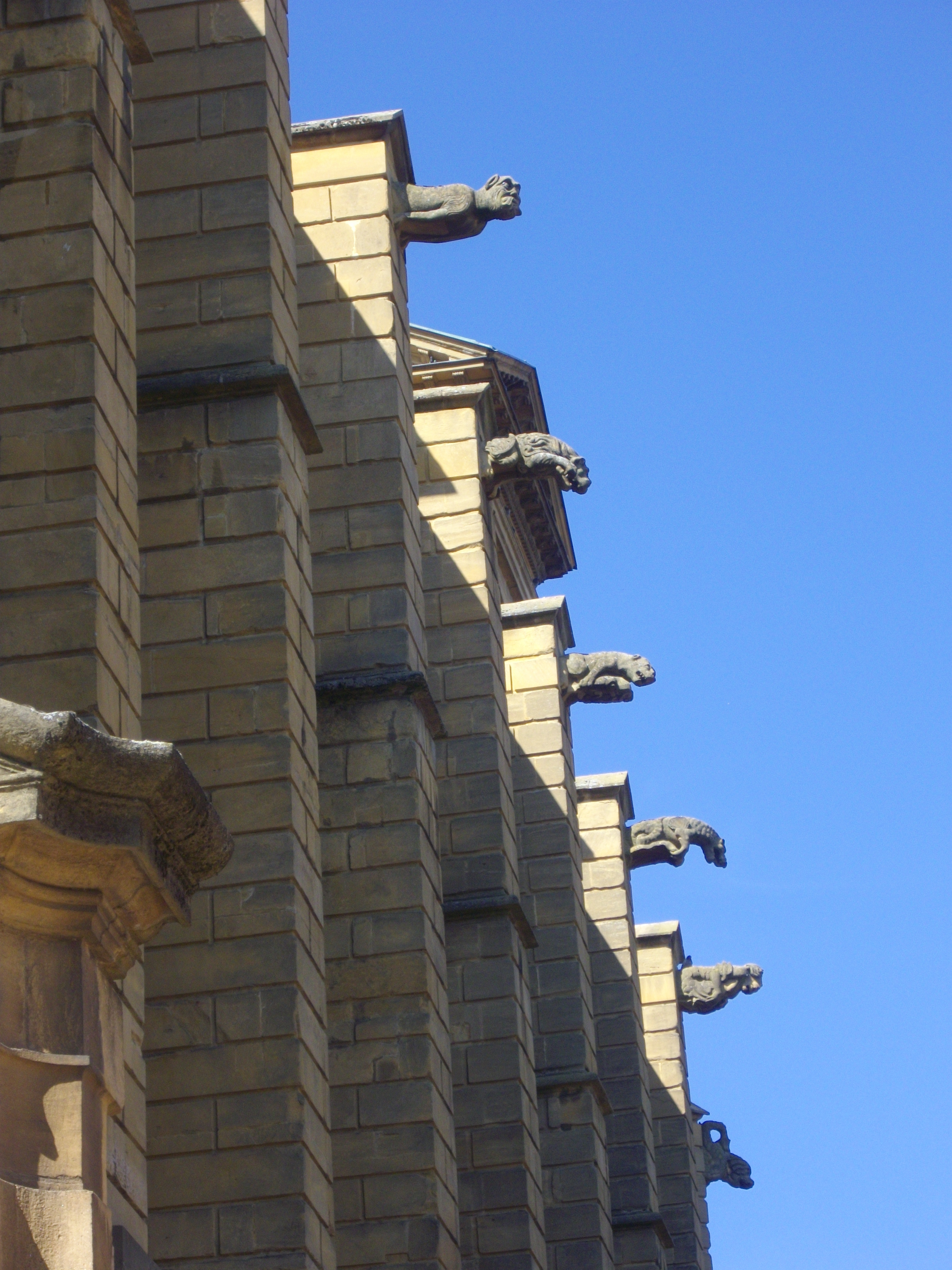
Contreforts, côté rue
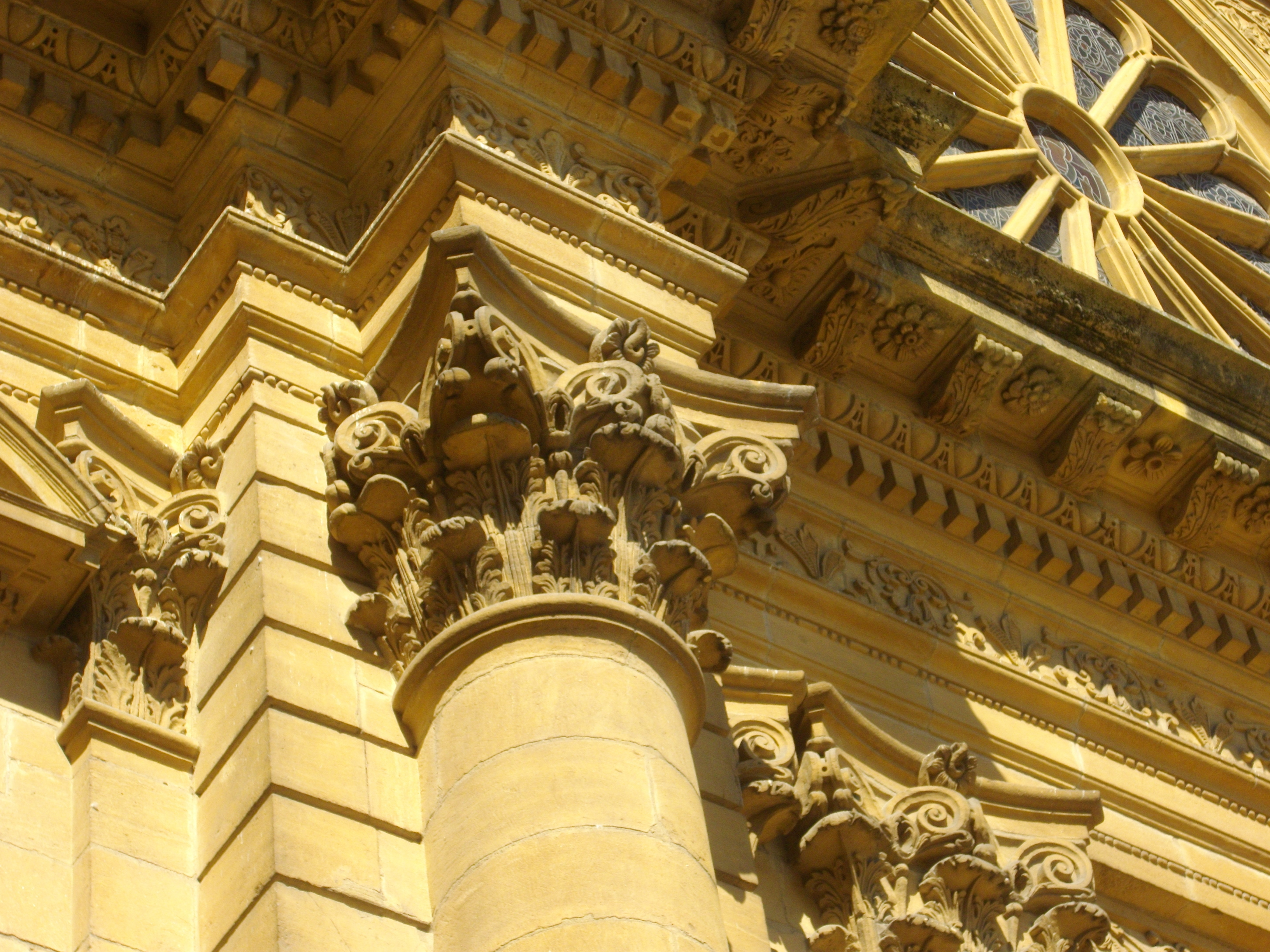
Détail de la façade de l'église
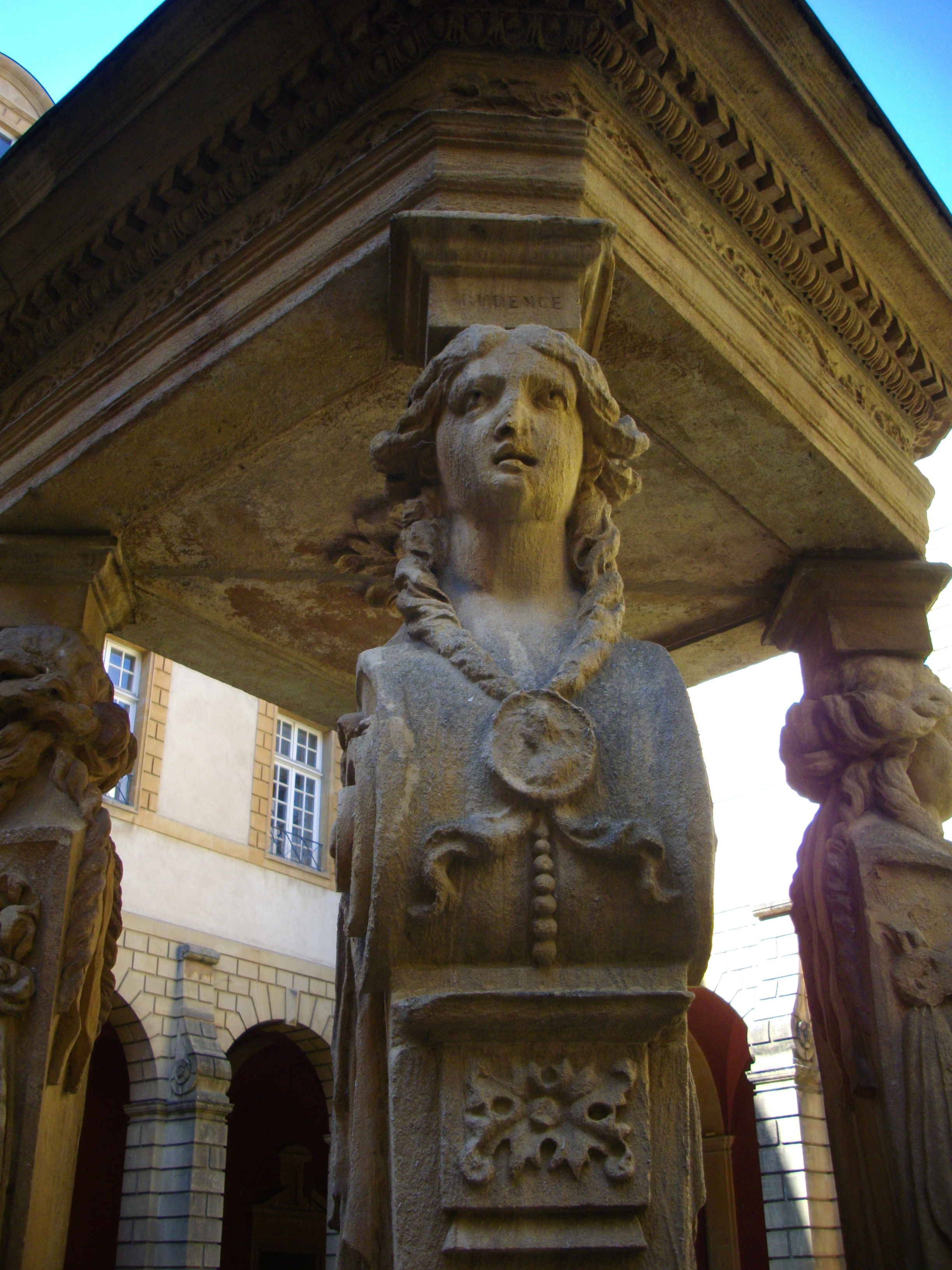
Puits des Quatre Vertus, détail de la Prudence.
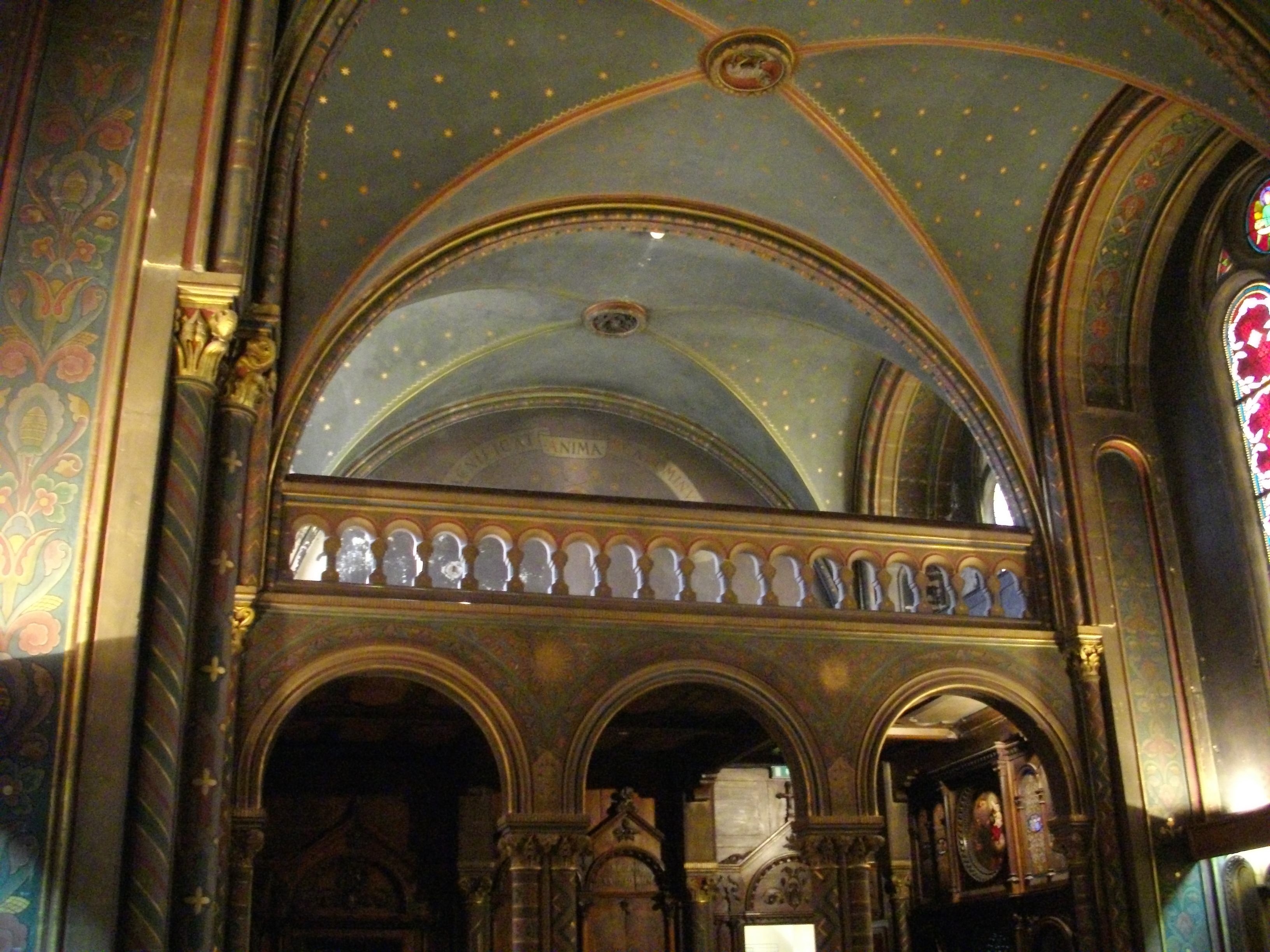
Ancienne chapelle de la Congrégation.
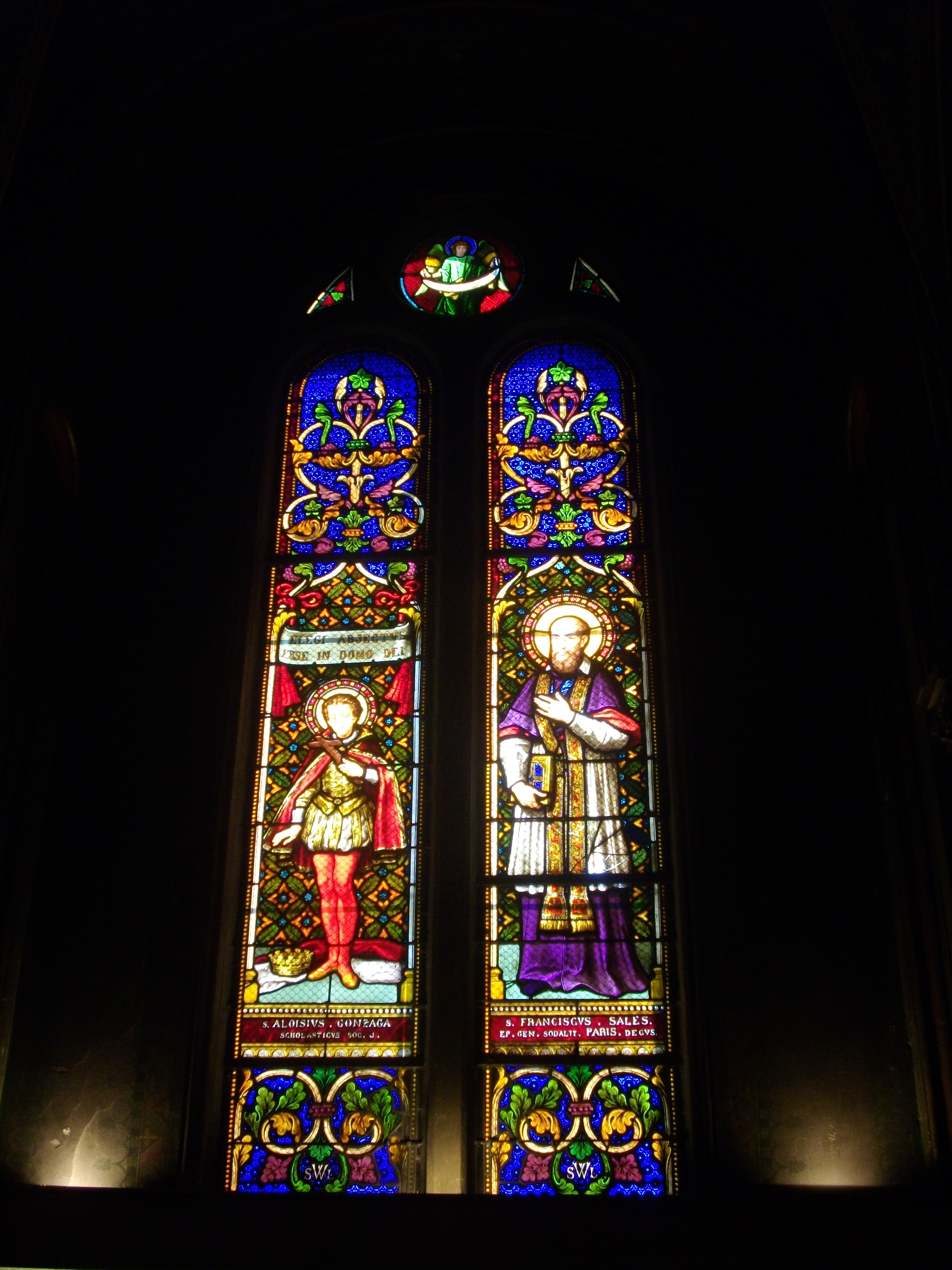
Dans la chapelle jésuite, vitraux représentant Louis de Gonzague et François de Sales.
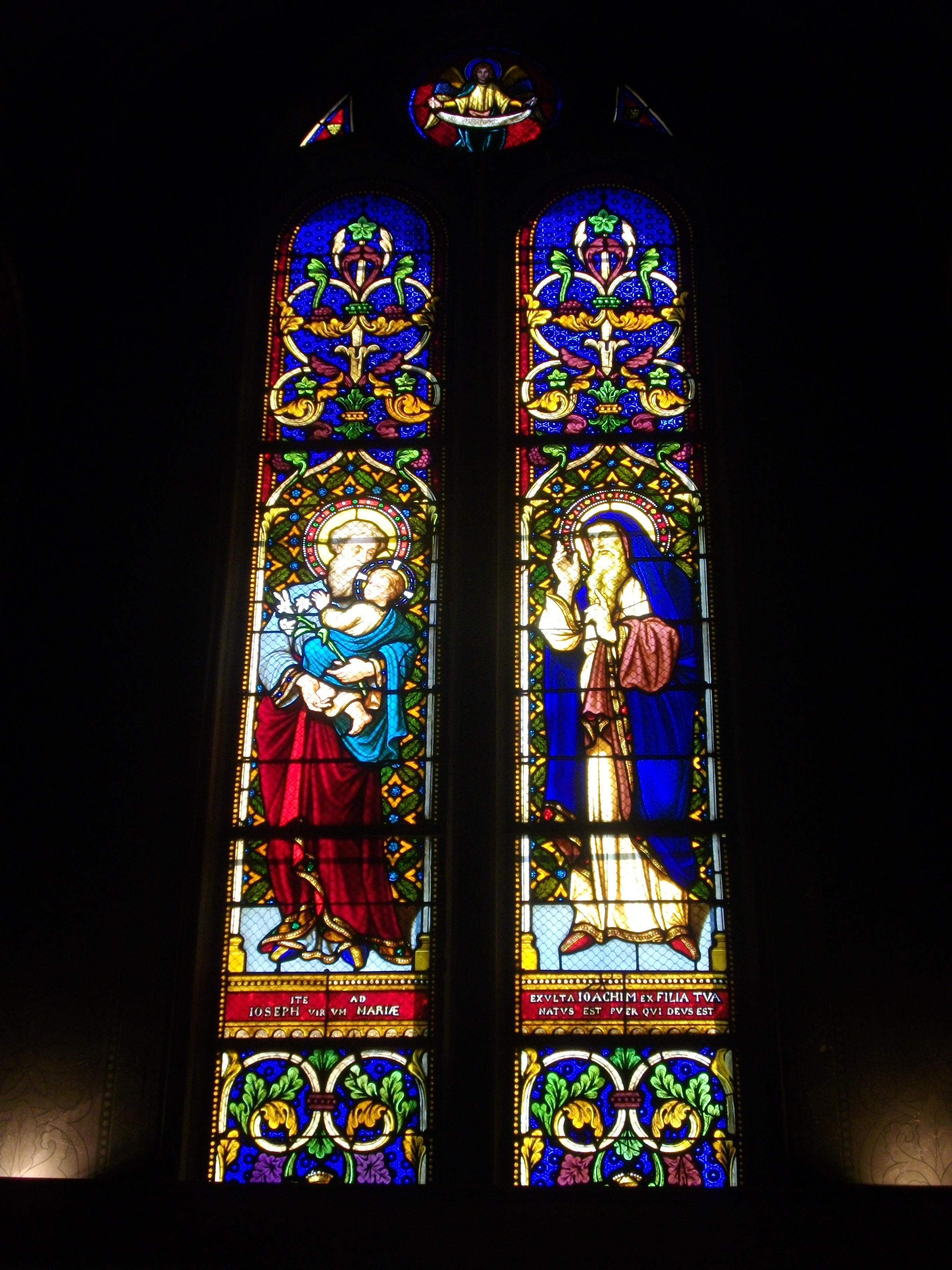
Ancienne chapelle des Jésuites, vitraux représentant Joseph et Joachim.